# Hynnekleiv
Hynnekleiv är en by i Frolands kommun i Agder fylke i södra Norge. Orten ligger vid Sørlandsbanan, där riksväg 41 möter fylkesväg 42.
Tidigare har orten tillhört dåvarande Myklands kommun.

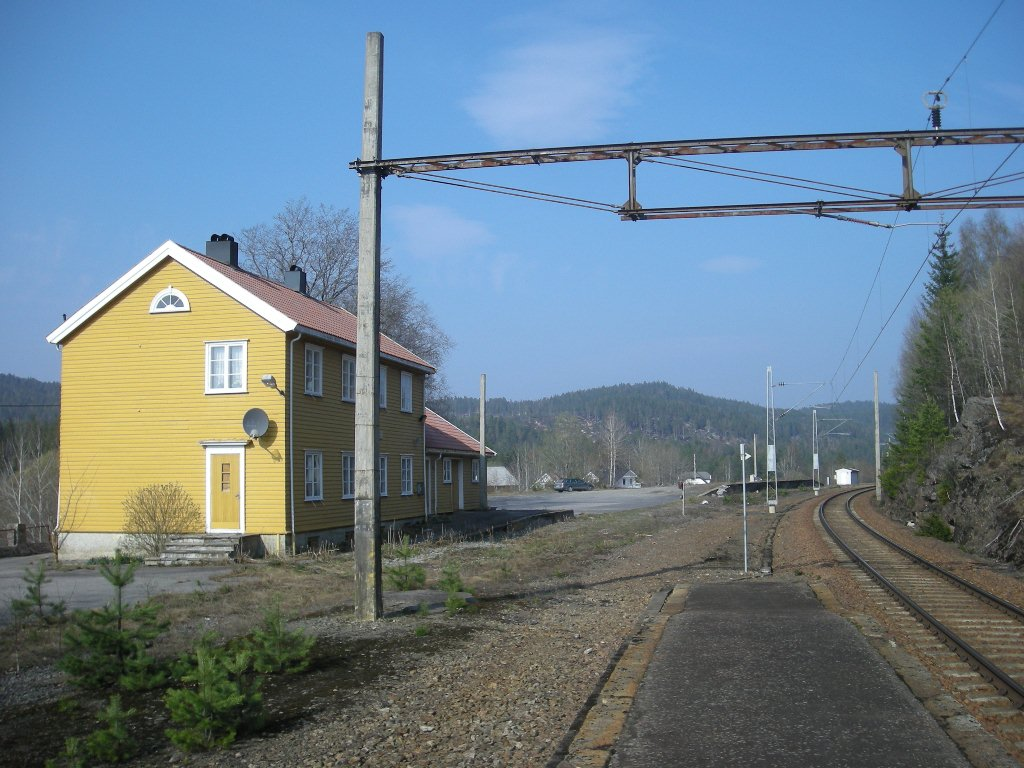
Hynnekleivs station.